# Búri
Búri – według mitologii nordyckiej syn olbrzyma Ymira.
Według jednej wersji opowieści wyszedł spod pachy Ymira. Inna, znacznie częściej spotykana wersja, podaje zaś, że "wylizała" go z lodu krowa Audhumla (spotyka się też inne nazwy, np. Audumla, Audumia) – pierwszego dnia z lodu wyłoniły się włosy, drugiego dnia głowa, zaś trzeciego dnia – całe ciało.
Búri miał z Bestlą syna o imieniu Borr, który ożenił się z olbrzymką mrozu i miał z nią trzech synów: Odyna, Wiliego i We.